# Karen Jespersen
Karen Moustgaard Jespersen, född 17 januari 1947 i Köpenhamn, är en dansk politiker, författare och tidigare minister. Hon är den första ministern i Danmark som har haft ett ministerämbete under titeln "välfärdsminister", och även den första och hittills enda politikern som har suttit i två olika regeringar för två olika partier, Socialdemokraterne och Venstre.
Jespersens politiska karriär kännetecknas av flera partibyten och kontroversiella ståndpunkter. Vad gäller partitillhörighet har hon rört sig från den yttersta vänstern till långt in på högerflanken, och ideologiskt har hon gått från kommunismen till den danska borgerligheten med en invandringsrestriktiv hållning. Det har dock inte varit ett hinder för hennes politiska karriär och hon har åtnjutit stor popularitet bland väljarna.
Tillsammans med sin man, Ralf Pittelkow, har Jespersen givit upphov till stor debatt i och med sin kritik gentemot islamism. Hon har varit en flitig författare och har givit ut flera böcker som tar upp ämnet.

## Uppväxt och tidig politisk aktivitet
Karen Jespersen är dotter till grovarbetaren Knud Jespersen och viktualiehandlaren Anna Pedersen. Hon växte upp i ett typiskt arbetarhem på Nansensgade i Köpenhamn och tillbringade sin skolgång vid Nansensgades Skole 1954 till 1964. Därefter genomförde hon sina gymnasiala studier på den matematiska linjen vid Rysensteens Gymnasium och tog studentexamen 1966. Som den första kvinnan i sin familj påbörjade hon en högre utbildning och skrevs in vid Köpenhamns Universitet direkt efter studentexamen. 1977 blev hon cand.mag. i historia och arkeologi. Under sina studier var hon medlem av studienämnden vid det historiska institutet (1975-1977) och arbetade som frilansskribent. 

### Rödstrumpa, venstresocialist och journalist
Jespersen engagerade sig i den danska rödstrumperörelsen från dess start och kom att influera den starkt. Trots den danska kvinnorörelsens flata beslutandestruktur kom Jespersen att bli en mycket stark profil som blev något av dess informella ledare. Hon uttryckte nödvändigheten av en mobilisering av alla kvinnor från alla samhällsklasser. Hon skulle komma att väcka stor uppmärksamhet i Danmark när hon på Rådhuspladsen erövrade talarstolen från LO-ordförande Thomas Nielsen första maj 1970 och krävde lika lön mellan män och kvinnor. Det var ett krav som inte prioriterades högt inom den danska arbetarrörelsen vid denna tidpunkt. Ett halvår senare ingick hon i den grupp av unga kvinnor som ockuperade tre saneringsegendomar på gatan Åbenrå i Köpenhamn, där de upprättade kollektiv och bokcaféer. 1971 var ett år då hon hade pennan i handen, då hon var medförfattare till de av kvinnorörelsen utgivna böckerna Kvinder på fabrik och Med søsterlig hilsen.
Jespersens engagemang i rödstrumporna ledde henne till Venstresocialisterne (VS), ett parti i den yttersta vänstern som bröt sig ur Socialistisk Folkeparti 1967. Här satt hon periodvis i dess huvudstyrelse och var en av dess kandidater till folketinget 1979. Det var dessutom i partiet som hon träffade sin blivande man, journalisten Ralf Pittelkow, som sedermera kom att bli kommentator för Jyllands-Posten. Jespersen var under 1970-talet medlem av konsistoriet vid Köpenhamns Universitet och institutet för historias studienämnd. Dock skulle karriären börja inom journalistiken och efter att ha arbetat som frilansskribent blev hon redaktör för den vänstersinnade tidningen Politisk Revy (1974-1977). Här uttryckte hon bland annat en massiv kritik gentemot Socialdemokraterne och en önskan om ett "verkligt kommunistiskt parti som inte förråder arbetarna". Därefter blev hon politisk reporter vid Dagbladet Information fram till 1984 trots sitt medlemskap i Venstresocialisterne, vilket kritiserades av hennes kollegor som menade att det inte gick ihop med tidningens uttalade princip om att stå oberoende från ekonomiska och partipolitiska intressen. Tillsammans med Pittelkow argumenterade hon i en diskussion inom VS 1979 för "röda undantag" från demokratin i samband med Sovjetunionens invasion av Afghanistan.

### Partibyte
Under karriären hade intresset för- och engagemanget inom Venstresocialisterne svalnat. Efter att ha ställt upp som kandidat för partiet till folketinget utan framgång, avsade sig Jespersen sitt partimedlemskap 1981. Efter ett kort medlemskap i Socialistisk Folkeparti anslöt hon sig istället till det etablerade och mycket mindre radikala Socialdemokraterne. Dock dröjde det större engagemanget och den journalistiska karriären fortsatte, nu som reporter på nyhetsprogrammet TV-Avisen på Danmarks Radio (DR) (1984-1988). Här blev hon rikskänd för sina politiska analyser, vilka skulle komma att skapa en del kontroverser och ge upphov till öknamnet The Smiling Killer, den leende mördaren. 1988 skulle Jespersen återigen byta arbetsplats, den här gången till det nybildade TV2, vilket enligt Jespersen själv gav henne friare journalistiska tyglar. Här var hon bland annat studiovärd för programmet Her og Nu. Anställningen på TV2 var dock kortvarig.
Under 1980-talet skulle även Jespersens författarskap tillsammans med Pittelkow börja ta fart, med flera politiskt analyserande böcker som exempelvis Et bedre Danmark och Det røde flertal. 1990 blev Karen Jespersen invald till folketinget för Amagerkredsen. Trots att hon bodde i Allerød förknippades hon starkt med Amager, då hon uttryckte ett stort och uppmärksammat motstånd mot byggandet av Öresundsbron mellan Sverige och Danmark, vars danska del skulle gå genom Amager. Det hindrade henne dock inte från att senare bosätta sig i Dragør på öns östkust mot Sverige, där man tydligt kan se bron.

## Socialminister 1993-2000

### Ministerutnämningen
1992 var året då en ny partiledare för Socialdemokraterne skulle utses och Jespersen tog parti för Poul Nyrup Rasmussen, som också segrade över den sittande Svend Auken. Jespersen har sedan dess stått i stark motsättning till Svend Auken i folketinget. Med den nya partiledare skulle Jespersens politiska karriär kliva framåt i stora steg på kort tid. 1993 avgick den borgerliga koalitionsregeringen efter att en skandal, tamilsagen, som handlade om sammanföringar av tamilska familjer, blev offentliggjord. I dess ställe tillträdde en koalitionsregering under ledning av Poul Nyrup Rasmussen, i vilken Jespersen utsågs till socialminister. Denna period blev dock kortvarig, eftersom Centrum-Demokraterne blev en del av regeringen och socialministerposten tillföll deras Bente Juncker. Efter åtta månader återfick Jespersen ministerposten, då man hade genomfört en ministerrockad, det vill säga att ministrar fick byta ämbeten eller avgå. Samma år fick Jespersen stor uppmärksamhet för att ha kört på en fotgängare och i samband med det ha förlorat sin parlamentariska immunitet. Den parlamentariska immuniteten skall skydda folketingsledamöterna från politisk förföljelse från den utövande makten (dvs. regeringen), men kan upphävas då en ledamot är misstänkt för brott och för att den skall kunna åtalas.
1995 blev hon utsedd till regeringens delegationsledare vid FN:s fjärde världskvinnokonferens i Beijing.

### De socialpolitiska reformerna
I december 1995 antog folketinget Jespersens förslag om att låta kommunerna inrätta s.k. äldreråd och klagoråd. Äldrerådet skulle ge kommunen rådgivning inom äldreomsorgspolitiken och fungera som en form av språkrör mellan kommunstyrelsen och kommunens medborgare vid utformningen av kommunens äldreomsorgspolitik. Äldrerådet var en demokratisk inrättning med val av representanter vart fjärde år, som valdes av i kommunen bosatta människor vid en ålder av 60 år och uppåt. Klagorådet skulle dryfta och vidareförmedla klagomål rörande hemvården och bestod av medlemmar från äldrerådet, kommunstyrelsen och en representant från de organisationer som förde de invalidiserade människornas talan.
Under slutet av år 1996 lade Karen Jespersen fram två lagförslag om ändringar av lagen om ekonomiskt bistånd. Den ena, lagen om aktiv socialpolitik, som tog upp socialbidraget, rehabilitering och skånejobb blev hårt kritiserad av såväl politiker som LO, Socialpolitisk Forening och Socialrådgiverforeningen. Kritiken riktades mot att alla dem som mottog ekonomiskt bistånd skulle aktiveras i arbetslivet, även om de skulle råka vara drabbade av sjukdom eller psykiska problem. Jespersen förklarade att det hade med ansvar att göra; att samhället hade ett socialt ansvar och att bidragstagarna därmed hade ett ansvar tillbaka. I förslaget ingick också att minska antalet förtidspensionerade genom att låta dem genomgå omskolning och uppmana dem att ta arbeten som de kunde utföra trots skador. Vidare var Jespersens mål att skapa en bred uppbackning på tvärs av blockgränserna för förslaget, vilket var svårt. Högerpartierna ville sänka de offentliga utgifterna, Socialistisk Folkeparti och LO förespråkade en mer omfattande reform av hela systemet för ekonomiskt bistånd. Jespersen lyckades dock med att genomföra en socialreform i sin helhet 1998.

### Regeringskommittén om Socialt Arv
I arbetet mot att bryta det negativa sociala arvet hos barn tillsattes av regeringen Regeringskommitén om Socialt Arv, bestående av undervisningsminister Margrethe Vestager, hälsominister Carsten Koch samt Karen Jespersen, som var kommitténs ordförande. Bland Jespersens arbetsuppgifter hörde utredningen av frågan om hur utstötningen av barn på daghem och skolor skulle förhindras. Bland hennes förslag hörde införandet av läxhjälp på alla landets skolor för att barn från icke-akademiska hem skulle kunna klara av skolarbetet bättre. Kommitténs arbete och förslag hade bland annat sin grund i en rapport från Socialforskningsinstituttet, som visade att trots årtionden av strävanden efter lika möjligheter mellan människor så var det sociala arvet ett hinder i en fortsatt utjämningsprocess. I samband med arbetet i kommittén gav Jespersen sitt eget ministerium i uppdrag att göra en utredning av dansk socialpolitik och resultaten kring den. Hon deltog även i det socialpolitiska årsmötet i Kolding, där hon var positiv gentemot förslaget om att det sociala systemet skulle utse ansvariga kontaktpersoner till arbetet med tyngre sociala problem. Detta förslag väntades effektivisera behandlingen av människors sociala problem om det antogs och, enligt Jespersen, motverka förvirringen bland klienterna.

## Inrikesminister 2000-2001

### Ministerutnämningen

#### Bakgrund
Efter ministerrockaden 23 februari 2000 bytte Jespersen ministerium och blev nu inrikesminister. Bytet av ministerium hade sin grund i en pyrande konflikt mellan Jespersen och finansminister Mogens Lykketoft, där den senare hade ingått ett avtal med landets kommuner och amt om en ny fördelning och besparingar av deras utgifter till de sociala institutionerna. Lykketoft hade lyckat skaffa sig politisk uppbackning i folketinget, bestående av Centrum-Demokraterne och Det Konservative Folkeparti, för att genomföra denna reform. Detta besparingsavtal fick dock kraftig kritik från landets olika sociala intresseorganisationer och Jespersen var inte heller nöjd med det nya avtalet. Oenigheterna mellan de båda ministrarna hade också blivit till en intern konflikt i det socialdemokratiska partiet, vilket fick till följd att statsminister Poul Nyrup Rasmussen genomförde en ommöblering i sin regering av valtaktiska skäl. Val till folketinget skulle utlysas senast under år 2001 och Socialdemokraterne hade vid denna tidpunkt förlorat många väljare till Dansk Folkeparti. Att utnämna Jespersen, som var populär hos befolkningen, till inrikesminister sågs av vissa, däribland statsvetaren Lars Bille, som ett försök att locka tillbaka väljare till Socialdemokraterne och därmed öka partiets chanser att vinna det kommande valet. Utformandet av den "nya" regeringen skedde dock i samråd med Lykketoft, som helst såg att Jespersen inte förblev en del av regeringen efter att hon motsatt sig hans finanspolitiska avtal inom socialområdet. Jespersens företrädare, Thorkild Simonsen, hade länge talat om att han tänkte avgå efter att ha avslutat sin huvudsakliga uppgift, dvs. utformandet av den 200 sidor långa planen för regeringens integrationspolitik. Själva genomförandet av denna plan skulle således bli Jespersens ansvar. Hon fastslog att hon tänkte fortsätta på samma linje på flykting- och invandringsområdet som sin föregångare.

#### Blandade reaktioner
Beskedet om att Jespersen blivit inrikesminister fick blandade reaktioner. Socialistisk Folkeparti uttryckte bekymmer över att Jespersen lämnade socialministerposten eftersom partiet inte väntade sig att efterträdaren Henrik Dam Kristensen skulle bjuda Lykketofts besparingspolitik på lika stort motstånd som hon hade gjort. Enhedslistens Kjeld Albrechtsen benämnde Jespersen som en "hård hund" som inte agerade som de fattigas beskyddare medan hon var socialminister, vilket han ansåg ge betänkligheter med hänsyn till flyktingpolitiken. Däremot var Souhail Ibrahim, talesman för invandrarorganisationen Politisk Platform for Lighed og Solidaritet, positiv över att Jespersen utsågs till inrikesminister och benämnde henne som "rimlig och rättvis" och att han hoppades att hon skulle fortsätta på den linjen i sin nya ministerpost. Han hyste även förhoppningar om att Jespersen skulle överge sin föregångares planer på att höja åldersgränsen för familjesammanföringar till 25 år, samt att hon skulle invitera invandrar- och flyktingorganisationerna till det politiska arbetet. Pia Kjærsgaard sade att hon inte tyckte sig kunna se några utsikter till förändringar i invandringspolitiken för att Jespersen skulle efterträda Simonsen. Hon ansåg att utnämningen av Jespersen påminde henne om den "kosmetiska panikhandling" från regeringens sida då den lät Simonsen efterträda Birte Weiss som inrikesminister, vilket enligt Kjærsgaard inte ledde till några ändringar i invandringspolitiken. Organisationen Rädda Barnen hade tidigare uppmanat Poul Nyrup Rasmussen att låta Jespersen få behålla socialministerposten, men efter att hon utsetts till inrikesminister och fått Henrik Dam Kristensen som sin efterträdare ansåg organisationens direktör, Laue Traberg Smidt, att det var positivt eftersom han trodde att den senare skulle komma att föra samma socialpolitiska linje som Jespersen hade gjort. Föreningarna Ældremobiliseringen (vars ordförande var den f.d. socialdemokratiska ekonomiministern Ivar Nørgaard) och Ældre Sagen gav Jespersen ett erkännande för att de ansåg att hon som socialminister hade varit lyhörd inom äldreomsorgspolitiken och för samhällets svaga grupper och att de därmed var "otroligt glada för henne".

#### Visioner om ett Välfärdsministerium
En kort efter sin utnämning till inrikesminister uttryckte Jespersen en önskan om att utveckla Inrikesministeriet till ett Välfärdsministerium. Det då 152-åriga Inrikesministeriets traditionella uppgifter kunde finnas inom områden som berörde kommunernas ekonomi, inspektionen av amten samt invandrings- och integrationsfrågor. Enligt Jespersen var dessa de grundläggande funktionerna i det danska välfärdssamhället och hon ansåg därmed att ministeriet skulle göras till ett centrum för välfärdssamhällets alla funktioner och debatten kring dessa. Bland annat föreslog hon att Inrikesministeriet skulle koordinera och utveckla uppgifterna för några av välfärdssamhällets viktigaste ministerier som Socialministeriet, Undervisningsministeriet och Hälsoministeriet. Det skulle enligt henne göra att de olika ministerierna arbetade för samma mål och samma standarder inom kvaliteten på välfärdstjänsterna samt att Inrikesministeriet, i samarbete med kommunerna, kunde utjämna skillnaderna i service från kommun till kommun. Eftersom det var Inrikesministeriet som stod för fördelningen av pengar mellan landets kommuner och amt ansåg Jespersen att visionen om ett Välfärdsministerium också var en fråga om hur dessa pengar bäst skulle användas och vilka prioriteringar som skulle göras för att säkra kvaliteten på välfärdstjänsterna på kommunal nivå.

### Arbetet mot bidragsbedrägerier

#### Bakgrund
I januari år 2000 rapporteras det att tre av fyra danska kommuner beslutade att trappa upp jakten på bedragare genom att samköra flera register över bland annat medborgarnas bidrag och levnadsförhållanden, samarbeta med polisen och ställa frågor om anställda till arbetsgivarna. Kommunerna hade året innan kritiserats för sina insatser mot bidragsbrott, däribland för att ha använt sig av anonyma anmälningar vid undersökningar av om folk ljugit om att de bor ensamma, och därmed fått tilldelat sig högre barnbidrag, bostadsförsäkringar och friplatser på daghem. Ett flertal av kommunerna ville bland annat beskydda anonyma anmälares identitet, trots att det stred emot lagen om offentlighet i förvaltningen. En del kommuner kritiserades också för att avlagt oanmälda besök, i vissa fall på nätterna, hos människor som misstänktes för bedrägeri eller fusk. Året innan hade Jespersen uppmanat kommunerna att samarbeta på tvärs mellan de olika förvaltningarna för att avslöja folk som begått bedrägeri.
Under samma månad hade två rådmän från Aarhus, skatterådman Poul B. Skou (Det Konservative Folkeparti) och socialrådman Lis Særkjær (Socialdemokraterne), vänt sig till den danska riksadvokaten för att försöka få tre familjer, som misstänks för att ha bedragit Aarhus kommun på mellan 160 000 och 250 000 danska kronor, dömda. Dessa familjer uppgavs ha fått pengarna genom att på papperet flytta ifrån varandra och därmed, olagligt, få höjda bidrag. Dessa fall hade tidigare avvisats av Aarhus polisväsende och tillsammans med statsadvokaten i Viborg hade man beslutat att inte väcka åtal. Anledningen påstods vara att Aarhus kommun inte hade hållbara bevis. De båda rådmännen från Aarhus kommun vände sig till Karen Jespersen för att överväga en skärpning av lagstiftningen för att göra det enklare att rättsförfölja bedragare inom det sociala området. Jespersen ansåg att det inte var nödvändigt och hänvisade till en lagändring från 1998, som gav ensamstående försörjare plikt att underrätta kommunen om deras levnadsförhållanden ändrade sig. Poul B. Skou sade att det inte förändrade situationen och hänvisade till att man i Aarhus kommun hade upptäckt att det hade förekommit bedrägeri som kostat kommunen sammanlagt 21,6 miljoner danska kronor.

#### Kontroversiell lagändring
I februari samma år, efter att Jespersen utsetts till inrikesminister, framlägger hon sin föregångares förslag om att tvinga människor som besitter vetskap som kan avslöja socialbedrägeri att berätta vad de vet för kommunerna. Hon hade dock problem med att finna ett politiskt flertal i Folketinget för förslaget; Venstre, Det Konservative Folkeparti och Dansk Folkeparti var emot förslaget, Socialistisk Folkeparti hade stora betänkligheter om det och Enhedslisten ansåg att jakten på socialbedragare prioriterades högre än bekämpningen av skattefusk. Utöver Socialdemokraterne var endast Kristeligt Folkeparti och Centrumdemokraterne beredda att rösta för förslaget, vilka tillsammans inte utgjorde någon majoritet. Förslaget anklagades för att vara ett angiverisystem som byggde på spionage mellan människor, vilket avvisades av både Jespersen och statsminister Poul Nyrup Rasmussen. Jespersen var dock villig att förhandla om andra lösningar för att få kommunerna att återta kontrollen över bedrägerier med sociala tjänster.
Jespersen genomförde en omarbetning av lagförslaget och offentliggjorde i maj ett nytt förslag till en lagändring som skulle förpliktiga banker, Post Danmark, bostadsbolag, fackföreningar, A-kassor, telefonbolag samt el- och värmebolag att lämna ut kunders och medlemmars adresser till landets kommuner. Detta var ett led i regeringens strävan att stävja socialt bedrägeri då kommunerna nu genom upplysningar från ovanstående skulle kunna jämföra dem med uppgifterna i folkregistret och därmed kunna se om folk ljugit om sina adresser och sitt civilstånd för att få högre bidrag. Dem av ovannämnda som inte levde upp till denna plikt kunde nu dömas till bötesstraff. Jespersen utelämnade dock det ursprungliga förslaget om att även inkludera privatpersoner i plikten att lämna ut upplysningar om sina grannar. Inte heller arbetsgivarna omfattades av upplysningsplikten. Det var nämligen dessa förslag som tidigare hade förhindrat att ett politiskt flertal slöt upp kring lagförslaget. Lagförslaget fick ett positivt bemötande från såväl kommunerna och som bland politikerna i folketinget och ett politiskt flertal stödde förslaget.
Jespersens lagförslag blev antaget i folketinget och resulterade i den s.k. CPR-loven, dvs. lagen om Det Centrale Personregister.

### Striden om stängningen av Barsebäck
Som inrikesminister var Karen Jespersen bland annat ansvarig för det danska civilförsvaret och en av de ansvariga ministrarna för Danmarks säkerhetspolitik. Därmed var hon en av huvudaktörerna i den dispyt som rådde mellan den danska respektive svenska regeringen om stängningen av reaktor 2 i Barsebäcks kärnkraftverk. Kärnkraftverket låg endast 20 kilometer ifrån Köpenhamn och vid en härdsmälta skulle staden, och även stora delar av övriga Öresundsregionen, bli helt obeboeliga. I juni år 2000 godkände den svenska regeringen och riksdagen ett avtal mellan den svenska staten och ägaren av Barsebäcks kärnkraftverk, Sydkraft. Avtalet innebar att Sydkraft fick ersättning för förlorad elproduktion mot att det gav upp försöket att "rädda" kärnkraftverket från nedläggning. Detta avtal kostade de svenska skattebetalarna 5,9 miljarder kronor.

#### Bakgrund
Det var från början planerat att reaktor 2 vid Barsebäcks kärnkraftverk skulle stängas ned 1 juli 2001. Sveriges näringsminister, Björn Rosengren (Socialdemokraterna), meddelade dock under hösten år 2000 att reaktorn varken kunde stängas ned under år 2001 eller år 2002. Det rådde oenigheter mellan Socialdemokraterna och dess stödpartier, Vänsterpartiet och Centerpartiet, om vilket datum som reaktorn skulle stängas ned. Gudrun Schyman anklagade den svenska regeringen för att inte vilja sätta ut något datum, själv ansåg hon att nedstängningen skulle ske år 2002. Det fanns dock ett avtal mellan partierna som bland annat sade att det skulle finnas tillräckligt med ström tillgängligt för att ersätta reaktorernas elproduktion på 600 MW, vilket den svenska regeringen inte ansåg vara fallet för tidpunkten. Enligt Energimyndigheten var det dock fullt möjligt att stänga ned Barsebäck vid avtalad tid eftersom billig ersättningsström kunde köpas från Danmark. Regeringen menade dock på att den inköpta elen, som skulle levereras från de danska kolkraftverken, skulle innebära stigande koldioxidutsläpp som man inte ville bidra till. Detta kritiserades dock av flera miljöorganisationer som benämnde den svenska regeringens tal som "missvisande". Även Energimyndighetens rapport kunde påvisa att en nedläggning av reaktor 2 endast skulle påverka de svenska koldioxidutsläppen marginellt, med en stigning på 0,2 %. Socialistisk Folkepartis miljöordförande, Anni Svanholt, menade att det var möjligt för Sverige att köpa ren och förnyelsebar energi, från exempelvis vindkraftverk, av Danmark och uppmanade den socialdemokratiska miljöministern, Svend Auken, om att ge Sverige det erbjudandet. Enhedslistens miljöpolitiska ordförande, Søren Kolstrup, menade att Sverige hade en stor reserv av exempelvis gasturbiner som kunde användas för att täcka upp det energibehov som en nedläggning av reaktor 2 innebar. Jespersen sade att hon var mycket kritisk gentemot den svenska regeringen för dess beslut om att skjuta upp nedstängningen och ställde sig frågande till om planerna om nedstängning skulle komma att skrotas från svensk sida.
Under oktober månad stängdes reaktor 2 ned manuellt eftersom luftfuktigheten började stiga i dess vattenkylda generator. Under november månad år 2000 utvärderade en internationell expertgrupp säkerheten på Barsebäcks kärnkraftverk, och kunde påvisa vissa brister. Det rörde sig bland annat om att vissa regler inte efterföljdes av personalen, att man inte försäkrade sig om att personalen var fullt medveten om nya krav och rutiner samt brister i systemet som kalibrerade kraftverkets mätutrustning.

#### Löften & oenigheter
Karen Jespersen bad om ett möte med Björn Rosengren för att pressa den svenska regeringen till att utsätta ett fast datum för reaktornedstängningen, vilket ägde rum 18 oktober 2000. Med sig hade hon beräkningar över energiförsörjningen i Östersjöområdet från det danska Miljø- og Energiministeriet för att kunna påvisa att det fanns tillräckligt med möjligheter för Sverige att importera ström. Efter mötet stod det klart att Rosengren hade lovat att reaktor 2 i Barsebäck skulle stängas ned senast år 2003. Jespersen hade under mötet förklarat att den danska regeringen inte var tillfreds med att den svenska regeringen för tillfället hade skjutit upp nedstängningen två gånger, men uttryckte efter mötet att det var "betryggande" att Sveriges näringsminister hade avgivit ett löfte om att nedstängningen som senast skulle äga rum år 2003. En kort tid efter mötet uttryckte Jespersen dock skepsis över att löftet hon fick från sin svenska kollega skulle hållas och menade att det inte skulle bli bindande för en eventuell borerlig regering.
I december 2000 antog den svenska riksdagen ett beslut om att Barsebäcks andra reaktor skulle stängas ned under år 2003, vilket var i överensstämmelse med det löfte som den svenska näringsministern avgivit till Karen Jespersen. Dock visade det sig sedan att Jespersens tidigare farhågor var berättigade då den svenska regeringen under våren 2001 beslutade att låta statsägda Vattenfall investera 180 miljoner kronor i renovering av Barsebäcks kärnkraftverk för att den skulle kunna drivas genom hela sin livslängd fram till år 2017, samt ytterligare 100 miljoner kronor för de närmaste fem åren. Såväl Jespersen som flera andra ledande politiker i Danmark, däribland Köpenhamns överborgmästare Jens Kramer Mikkelsen (Socialdemokraterne) och miljöborgmästare Bo Asmus Kjeldgaard (Socialistisk Folkeparti), vädjade till statsminister Poul Nyrup Rasmussen om att ordna ett skriftligt avtal mellan Sverige och Danmark om Barsebäcks nedstängning. Rasmussen gjorde i ett brev klart för Sveriges statsminister, Göran Persson, att han ansåg det vara för ett löfte, och därmed en plikt, från svensk sida att stänga ned Barsebäcks andra reaktor. Persson avgav senare ett löfte i svensk TV om att reaktorn skulle stängas ned, men både Poul Nyrup Rasmussen och Karen Jespersen avstod från att kommentera uttalandet innan de hade fått ett skriftligt löfte.

#### Dispyten under år 2001
I april 2001 uppmanade Jespersen de borgerliga partierna Venstre och Konservative Folkeparti att sluta upp bakom hennes regering när de genomförde påtryckningar på den svenska regeringen att stänga ned Barsebäcks kärnkraftverk. Hon menade att det var viktigt att den svenska regeringen fick intrycket av att kraven kom från ett politiskt enigt Danmark och att Danmarks borgerliga partier kunde pressa deras svenska motsvarigheter att acceptera en stängning av reaktor 2. Dansk Industri (DI) varnade för strömavbrott och våldsamma prisstegringar i både Sverige och Danmark om Barsebäck stängdes år 2003. Man påstod att miljöorganisationernas motstånd mot en utbyggning av vattenkraften var en anledning till att Sverige hade problem med elkapaciteten. Man hänvisade även till att utsläppen av koldioxid skulle öka med 2 till 3 ton om året om stängningen genomfördes under de närmaste åren och elen köptes in från kolkraftverk. Jespersen avvisade kritiken och hänvisade till att båda länderna vid ”reella” energiomläggningar skulle komma att klara energiförsörjningen. Till sammanhanget kan nämnas att Danmark hade stängt ned flera gamla kolkraftverk med en samlad kapacitet på 2250 MW, vilket motsvarade kapaciteten på Barsebäcks reaktor 2 fyra gånger. Dessutom var Danmark en stor importör av el från Barsebäck då mellan 20 och 35 % av kärnkraftverkets samlade kapacitet, beroende på årstid, importerades till landet år 2000. På grund av det sistnämnda uppmanade Enhedslisten den danska regeringen att än en gång pressa den svenska regeringen om att skynda på nedstängningen, eftersom man menade att Danmark inte behövde importera el från just Barsebäck och att utebliven export i sig skulle påskynda nedläggningen av kraftverket.
Uppmärksamheten kring Barsebäcks kärnkraftverk blev under hösten år 2001 större i och med 11 september-attackerna och en ny rädsla spreds i Danmark, som är medlem av Nato, om en potentiell terrorattack riktad mot Barsebäck, vilket skulle kunna slå ut stora delar av Öresundsregionen.
Dispyten om Barsebäcks kärnkraftverk fortsatte några år efter att Jespersen avgått som inrikesminister, men stängdes slutligen ned år 2005.

### Invandringspolitiken

#### Våren 2000
Få dagar efter sin utnämning till inrikesminister riktades kritik från flera håll mot Flygtningenævnet, ett oberoende organ under inrikesministeriet som har till uppgift att avgöra överklaganden i samband med beslut om asyl. Kritiken riktades mot organets beslut om utvisning av en iransk flykting, som i sitt hemland hade blivit anklagad för att ha spridit Salman Rushdies bok, Satansverserna. När beslutet om utvisning togs 1998 bedömde Danmarks utrikesministerium att han riskerade som högst tre månaders fängelse i Iran. Men efter press från folketingets ombudsman, Hans Gammeltoft-Hansen, omvärderade utrikesministeriet situationen och man kunde inte utesluta att den iranska flyktingen, som var försvunnen sedan han ankom till Teheran, riskerade dödsstraff. Centrum-Demokraternes invandringspolitiska ordförande, Arne Melchior, kritiserade Flygtningenævnet för att "ha felat grovt" och Kristeligt Folkepartis partiledare, Jann Sjursen, ansåg att Jespersen skulle undersöka ärendets gång. Jespersen sa dock att hon inte ville blanda sig i ärendet och att hon ansåg att det inte fanns någon anledning att kritisera Flygtningenævnet.
I mars lade Jespersen fram ett förslag som enligt henne skulle minska utanförskapet bland unga invandrare och nydanskar och förbättra integrationen. Det gick ut på att låta kommunerna betala ut lön till unga under 18 år med problem så att de skulle kunna få jobb efter skoltiden. Inspirationen till förslaget kom från Varde kommun på Jylland där kommunen uppmuntrade ungdomar med annan etnisk bakgrund att ta anställning på lokala arbetsplatser med ersättning från kommunen. Det blev således gratis för arbetsgivarna att anställa ungdomar av annan etnisk tillhörighet. Enligt Jespersen var projektet lyckat då dessa ungdomar skulle ha lärt sig att tala ”otroligt” bra danska och ha lärt sig hur reglerna på arbetsplatserna fungerade.
I april samma år lade Jespersen fram ett förslag i folketinget om att ge den danska polisen möjlighet att stoppa och granska fordon i hela Danmark för att undersöka om det transporterades illegala flyktingar i dessa eller om det på annat vis förekom människosmuggling. Förslaget lades fram vid den tidpunkt då Danmark blivit en del av Schengensamarbetet, som ämnade avskaffa passkontrollerna mellan EU-länderna. De befogenheter som Jespersen nu ville ge polisen i hela landet hade tidigare endast tillfallit polisen vid Danmarks gränser. Tidigare kunde polisen i övriga delar av landet endast få samma befogenheter i enskilda fall efter ett domstolsbeslut. Med Jespersens förslag skulle landets polis få samma befogenheter som den tidigare gränspolisen om det fanns en ”rimlig anledning till misstanke”, vilket innebar att polisen själv avgjorde om det fanns sådana rimliga skäl eller ej till att ingripa. Förslaget hade lagts fram på bland annat rikspolisens begäran. Förslaget mötte kritik från Socialistisk Folkeparti och Enhedslisten, som bland annat menade att polisen då fick möjlighet att förfölja bestämda grupper av människor, exempelvis färgade, som de påstod vara ett argument som polisen kunde använda sig av för att genomföra kontroller. De riktade även kritik mot att förslaget lades fram 4 år efter att Danmark gick med i Schengensamarbetet och påstod att man ville dölja de ”reella” konsekvenserna av samarbetet för den danska befolkningen.

#### Hösten 2000: "Ø-Karen"
Under hösten år 2000 kom Jespersen att tilldelas öknamnet Ø-Karen, efter att hon föreslagit att man skulle isolera kriminella asylsökare på en öde ö. Bakgrunden var att ett stort antal asylsökande från länder i det forna Sovjetunionen rapporterades att vara inblandade i kriminella handlingar som grov stöld och vandalism. Såväl medarbetare inom Röda Korset, som arbetade med de kriminella asylsökarna i ett asylcenter utanför Roskilde, och Roskildes ordningspolis kunde bekräfta uppgifterna, varav de förstnämnda hade försökt få gehör för problemen hos de ansvariga myndigheterna utan att lyckas, medan Roskildes polischef uppgav att c:a 60 % av de lokala stölderna begicks av en liten grupp asylsökande från asylcentret.

##### Kritik & spekulationer
Dansk Folkepartis grundare och partiledare, Pia Kjærsgaard, uttryckte skepsis mot att Jespersens förslag om att sända kriminella asylsökare till en öde ö skulle komma att bli verklighet. Förslaget fick positiv uppbackning från Venstre och Det Konservative Folkeparti, medan Kristeligt Folkeparti och Socialistisk Folkeparti uttryckte skepsis. I samband med uppståndelsen kring sitt förslag tog Jespersen avstånd från det hon benämnde som det multikulturella samhället i en artikel i Berlingske Tidende. I en intervju med TV2 uttryckte hon sitt motstånd mot att det i Danmark existerade en ”muslimsk” och en ”dansk” kultur som var jämställda med varandra. I intervjun fick hon sedan frågan om hon ansåg att den danska kulturen var överlägsen den muslimska, på vilken hon svarade att hon hade värderingar som var överlägsna de muslimska. Samtidigt uttryckte Jespersen att det fanns en gräns för hur många invandrare som man i Danmark kunde klara av att hantera och bad därmed om att det skulle göras en undersökning över hur många invandrare det skulle komma att finnas i landet i en framtid om 20 år. Jespersens uttalanden kom i en period då Socialdemokraterne tappade väljare till i Dansk Folkeparti och de borgerliga partierna i anledning av de senares mera avvisande hållning gentemot muslimsk kultur eller ”islamism” och invandring från icke-västeuropeiska länder. Det fanns således spekulationer om att Jespersens uttalanden var valstrategiskt planerade av den socialdemokratiska partitoppen för att locka väljare, främst tidigare socialdemokratiska sådana som ”gått över” till Dansk Folkeparti eller andra, tillbaka till Socialdemokraterne. Till sammanhanget kan nämnas att den interna kritik som riktades mot henne främst kom från Danmarks Socialdemokratiske Ungdom och Det Radikale Venstre, varav den senare ställde sig frågande gentemot ett fortsatt regeringssamarbete med Socialdemokraterne om Jespersen behöll sin ministerpost. Undantaget var Naser Khader (numera medlem av Det Konservative Folkeparti) som meddelade att han stödde hennes förslag om hon menade allvar med dem och inte bara yttrade dem för att locka tillbaka väljare från Dansk Folkeparti.
Bland socialdemokratiska politiker fanns Ritt Bjerregaard, Henrik Dam Kristensen och Poul Nyrup Rasmussen som alla stödde hennes invandringspolitiska linje och uttryckte tillit till henne. Den danska socialdemokratin var således splittrad i två läger och Jespersens motståndare bestod av bland andra Svend Auken och finansminister Mogens Lykketoft, varav den senare sedan tidigare hade ett ansträngt förhållande till Jespersen och ansåg att hon agerade för självständigt. Det fanns ytterligare spekulationer om att om Jespersen fortsatte att föra en invandringsrestriktiv linje, liknande den som de borgerliga partierna förde, så skulle hon efter en tid lämna Socialdemokraterne och ansluta sig till något av dessa partier. I dessa spekulationer nämndes Jespersens förflyttning från rödstrumperörelsen och Venstresocialisterne på den yttersta vänsterkanten, till Socialistisk Folkeparti och sedan Socialdemokraterne, vilket på den traditionella politiska höger-vänsterskalan är en ständig förflyttning från vänster till höger från Jespersens sida.

##### Eftermäle
År 2007 drogs Jespersens förslag åter fram i ljuset då Dansk Folkepartis ordförande för europafrågor och sedermera ledamot i Europaparlamentet, Morten Messerschmidt, sade att han höll med Jespersen i det hon sa 7 år tidigare. Messerschmidt ansåg att Jespersens förslag för asylsökande också borde gälla de invandrare som begick kriminella handlingar, eftersom det enligt honom skulle vara ödeläggande för dem som ville lyckas med att bli integrerade om de levde sida vid sida med kriminella invandrare. Bland dem med invandrarbakgrund som begick kriminella handlingar, som Messerschmidt åsyftade på, var ungdomar i gettoområden som brände bilar och kastade sten på polis och brandkår. Han menade att de skulle isoleras från samhället för att det skulle bli ett slut på våld och kriminalitet.

#### År 2001
Under år 2001 kritiserades Jespersen från flera håll för att hon vägrade ge humanitärt uppehållstillstånd till en iransk flykting som då utvisats från Danmark två gånger. Denne hade förlorat sin man efter att första gången ha utvisats till Iran och den danska regeringen bad henne att vända tillbaka till Danmark. Förhoppningar om att hon skulle tilldelas asyl hade därmed växt fram bland flera ledande politiker fram tills ministrarna och ämbetsmännen i inrikesministeriet, utrikesministeriet och flyktingnämnden avvisade detta och beslutade att utvisa den iranska flyktingen. Enhedslistens rättspolitiska ordförande, Søren Søndergaard, kritiserade fallet och jämförde Jespersen och övriga ansvariga med de ämbetsmän som på 1930-talet lämnade ut människor till nazisterna. Jespersen ville inte kommentera fallet.

## Välfärdsminister 2007-2009

### Splittring inom Socialdemokratin
Under början av 2000-talet blossade en intern strid upp inom den danska socialdemokratin. Det rörde sig om vilken riktning partiet skulle ha inom invandringspolitiken, och grupperingar inom partiet bildades. Poul Nyrup Rasmussens ställning som partiledare hotades och kritik riktades mot honom av bland andra partiets ordförande för invandringsfrågor, Ritt Bjerregaard, för att han inte tagit parti för någon i invandringsdebatten. Jespersen hörde till dem i partiet som förespråkade en strävan efter minskad invandring till Danmark, vilket gick emot den linje som Bjerregaard drev.
Jespersen beblandade sig även med den borgerliga regeringens invandringspolitik, bland annat i frågan om omskärelse av flickor. Den konservativa socialministern Henriette Kjær och Dansk Folkeparti dryftade om ett förslag att muslimska flickor som blev omskurna skulle tvångsomhändertas, vilket Jespersen motsatte sig. Hon menade istället att det istället behövde satsas på mer upplysning om frågan för att motverka omskärelse. År 2003 ingick Jespersen även i ett nytt sällskap, Giordano Bruno Selskabet, som samlade flera framträdande islamkritiker i Danmark, däribland historikern Lars Hedegaard och kvinnosakskämpen Lone Nørgaard. Detta sällskap fick kritik för att dess medlemmar utgav sin kritik mot islam som undertryckt och hånad.

### Partibyte
I januari 2007 avsade sig Karen Jespersen sitt medlemskap i Socialdemokraterne, efter att ha varit medlem av partiet i 22 år. Anledningen till avhoppet från partiet var dess invandringspolitik, som hon inte ansåg vara tillräckligt stram. Hon hänvisade till att Socialdemokraterne i folketinget röstade emot de flesta förslag till åtstramningar i invandringspolitiken, samt att partiet inte ville motsätta sig ett turkiskt medlemskap i EU. En kort tid efteråt förklarade den dåvarande statsministern, Anders Fogh Rasmussen, att Jespersen var välkommen till att bli medlem i Venstre. Han menade att det berodde på att hon givit uttryck för ett antal ståndpunkter som han själv stod för. Men det var inte bara statsministern som ville ha med Jespersen i sitt spel, även hos Konservative Folkeparti och Dansk Folkeparti var hon eftertraktad, eftersom hon enligt opinionsmätningarna skulle komma att dra in många röster. Jespersen gick med i Venstre, och ställde upp som kandidat till folketinget för partiet i dess östjylländska valkrets. Hon motiverade valet av Venstre som sitt nya parti med att såväl dess invandringspolitik som dess välfärdspolitik överensstämde med de ståndpunkter som hon själv hade. Pia Kjærsgaard, partiledare för Dansk Folkeparti, kommenterade det med att Jespersen kunde gynna den sittande borgerliga regeringen. Kjærsgaard menade också att det hade tett sig naturligt om Jespersen istället hade valt att gå med i Dansk Folkeparti. Trots en stor uppbackning av Jespersen inom Venstre, var inte alla nöjda med den nya partikollegan. Den tidigare utrikesministern och tillika Venstres f.d. partiledare, Uffe Ellemann-Jensen, samt tidigare inrikesminister Britta Schall Holberg uttryckte båda skepsis och kritiserade Jespersens motstånd och angrepp på invandrare i allmänhet och muslimer i synnerhet.

### Som välfärdsminister 2007-2009
Trots att Anders Fogh Rasmussen i februari 2007 avvisat att genomföra en ommöblering av sin regering i och med Jespersens inträde i Venstre, genomförde han en sådan i september samma år. Karen Jespersen blev nu den sittande regeringens nya socialminister och jämställdhetsminister. Hon övertog ämbetet från partikollegan Eva Kjer Hansen, som hade blivit utsedd till jordbruksminister (danska: Fødevareminister). Dock skulle Jespersen inte verka särskilt länge under titeln "socialminister". Under 2007 lades nämligen Socialministeriet samman med Inrikes- och Hälsoministeriet, Ministeriet för Familje- och konsumentangelägenheter och Ekonomi- och Näringsministeriet till ett enda ministerium, Välfärdsministeriet. Jespersen kom därmed att arbeta under titeln "välfärdsminister".
Som välfärdsminister har Jespersen kritiserats, främst av politiker från Socialistisk Folkeparti och Socialdemokraterne, för att lägga ned mer energi och vikt på integrations- och migrationsfrågor än att verkligen föra en politik för socialt utsatta människor. Hon beskylldes av desamma för att också lägga så stor vikt på de förstnämnda frågorna att hon blev mer eller mindre passiv vad gällde social- och jämställdhetsfrågorna. Liknande kritik har också kommit från ordförande för Rådet for Socialt udsatte, Preben Brandt, som menade att Jespersen inte varit tillräckligt aktiv inom det socialpolitiska området, och att många av de tilltag som väl genomfördes planerades under Eva Kjer Hansens tid som socialminister. Men hon har också hamnat i oenigheter inom Venstre, däribland med integrationsminister Birthe Rønn Hornbech. Av de förslag som integrationsministern lade fram för att bekämpa islamism och terrorism benämnde Jespersen flera av dem som "oroväckande". Dessa förslag, som byggde på dialog och förebyggande arbete, ställde sig Jespersen emot eftersom hon menade att det inte endast var terrorister som var radikala muslimer, utan att det omfattade bredare miljöer.
I april 2009 meddelade Karen Jespersen att hon avgick som välfärdsminister. Enligt henne själv berodde det på att välfärdsministeriet hade för många ansvarsområden, vilket hindrade flera reformer inom den danska välfärdspolitiken. Som välfärdsminister var hon under denna titel såväl socialminister som bostadsminister, jämställdhetsminister, inrikesminister och familjeminister. Hon avgick dock endast som minister och behöll sin plats i folketinget. En kort tid efter att Jespersen meddelade sin avgång avgick också Anders Fogh Rasmussen som statsminister för att bli Natos nya generalsekreterare. 
Karen Jespersen tillträdde som ordförande för integrationsutskottet och som medlem av kultur- och rättsutskotten i folketinget, efter sin avgång som välfärdsminister.

### Fotnoter
1. 1 2 3 4 5 6 7 8 9 10  Bisgaard, Mads. ”Karen Jespersen - tre gange socialminister”. TV2 Danmark. http://nyhederne-dyn.tv2.dk/article.php/id-8469695:karen-jespersen--tre-gange-socialminister.html. Läst 12 november 2010.
2. 1 2 3  Pia Fris Laneth (17 november 2001). ”Misforstået [humanist eller [opportunist]benhård”]. Dagbladet Information. http://www.information.dk/60922. Läst 12 januari 2011.
3. ↑  Politisk Revy nr. 236, 1974; s. 12
4. ↑  ”»Interview« med Karen Jespersen”. Faklen.dk. http://www.faklen.dk/faklen/19/karen.php. Läst 12 november 2010.
5. 1 2 3 4 5  ”Et stærkt kort bliver indenrigs-minister”. Danmarks Radio. http://www.dr.dk/nyheder/htm/baggrund/tema2000/Rokade%20i%20Nyrups%20regering/35.htm#. Läst 19 december 2010.
6. ↑  ”Karen Moustgaard Jespersen”. Den fjerde statsmagt. Arkiverad från originalet den 2 juni 2006. https://web.archive.org/web/20060602195433/http://denfjerdestatsmagt.dk/personer/karenmoustgaardjespersen.htm. Läst 12 november 2010.
7. 1 2  ”Regeringen Poul Nyrup Rasmussen I”. Danmarks Statsministerium. Arkiverad från originalet den 30 juni 2015. https://web.archive.org/web/20150630182115/http://stm.dk/_p_5520.html. Läst 20 november 2010.
8. ↑  ”Regeringen Poul Nyrup Rasmussen II”. Danmarks Statsministerium. Arkiverad från originalet den 30 juni 2015. https://web.archive.org/web/20150630140153/http://stm.dk/_p_5519.html. Läst 20 november 2010.
9. ↑  Jens Anton Havskov (21 oktober 2004). ”Folketingets synderegister”. B.T.. http://www.bt.dk/krimi/folketingets-synderegister. Läst 7 januari 2011.
10. 1 2 3 4  ”Lov om ændring af lov om social bistand og lov om social pension (Indførelse af ældreråd og af klageråd på hjemmehjælpsområdet m.v.)”. Folketinget och Danmarks ministerier. https://www.retsinformation.dk/Forms/R0710.aspx?id=53897. Läst 20 november 2010.
11. ↑  Helle Bruun Jensen (9 december 1996). ”En sociallov i etaper”. Dagbladet Information. http://www.information.dk/10697. Läst 12 november 2010.
12. 1 2 3 4  Morten Mikkelsen (14 augusti 1999). ”Uddannelse bedst til at bryde social arv”. Kristeligt Dagblad. https://www.kristeligt-dagblad.dk/kirke-tro/uddannelse-bedst-til-bryde-social-arv. Läst 19 december 2010.
13. ↑  ”Hiver børnene ud af undervisningen for at gå i kirke”. Kristeligt Dagblad. 2 september 1999. https://www.kristeligt-dagblad.dk/kirke-tro-227. Läst 19 december 2010.
14. 1 2  Gitte Svanholm (3 september 1999). ”Kontaktpersoner i socialsager styrker indsatsen”. Kristeligt Dagblad. https://www.kristeligt-dagblad.dk/kirke-tro/kontaktpersoner-i-socialsager-styrker-indsatsen. Läst 19 december 2010.
15. ↑  ”Regeringen Poul Nyrup Rasmussen IV”. Danmarks Statsministerium. Arkiverad från originalet den 4 juli 2015. https://web.archive.org/web/20150704144506/http://www.stm.dk/_p_5515.html. Läst 20 november 2010.
16. 1 2  Ledare (24 februari 2000). ”Defensiv rokade”. Kristeligt Dagblad. https://www.kristeligt-dagblad.dk/leder/defensiv-rokade. Läst 8 januari 2011.
17. 1 2 3  Henrik Hoffman-Hansen (24 februari 2000). ”Regeringsrokade mødt med vanlig skepsis”. Kristeligt Dagblad. https://www.kristeligt-dagblad.dk/kirke-tro/regeringsrokade-m%C3%B8dt-med-vanlig-skepsis. Läst 8 januari 2011.
18. 1 2  Andreas Karker & Tenna Nielsen (21 november 2001). ”Lykketoft fik Karen fjernet”. B.T.. http://www.bt.dk/nyheder/lykketoft-fik-karen-fjernet. Läst 13 januari 2011.
19. ↑  Ritzau (23 februari 2000). ”Arkiverade kopian”. Jyllands-Posten. Arkiverad från originalet den 22 december 2011. https://web.archive.org/web/20111222185545/http://jp.dk/indland/article775906.ece. Läst 9 januari 2011.
20. 1 2  Ritzau (23 februari 2000). ”Arkiverade kopian”. Jyllands-Posten. Arkiverad från originalet den 22 december 2011. https://web.archive.org/web/20111222185610/http://jp.dk/indland/article775918.ece. Läst 9 januari 2011.
21. 1 2  Ritzau (23 februari 2000). ”Arkiverade kopian”. Jyllands-Posten. Arkiverad från originalet den 22 december 2011. https://web.archive.org/web/20111222185246/http://jp.dk/indland/article775908.ece. Läst 9 januari 2011.
22. ↑  Ritzau (23 februari 2000). ”Arkiverade kopian”. Jyllands-Posten. Arkiverad från originalet den 22 december 2011. https://web.archive.org/web/20111222185423/http://jp.dk/indland/article775901.ece. Läst 9 januari 2011.
23. ↑  Ritzau (23 februari 2000). ”Arkiverade kopian”. Jyllands-Posten. Arkiverad från originalet den 22 december 2011. https://web.archive.org/web/20111222204327/http://jp.dk/indland/article775898.ece. Läst 9 januari 2011.
24. 1 2 3 4 5  Jens Jørgen Madsen (2 mars 2000). ”Plan om nyt ministerium for velfærd”. Berlingske Tidende. http://www.berlingske.dk/danmark/plan-om-nyt-ministerium-velfaerd. Läst 13 januari 2011.
25. 1 2 3 4  Ritzau (13 januari 2000). ”Kommuner øger indsatsen mod socialt bedrageri”. Kristeligt Dagblad. https://www.kristeligt-dagblad.dk/kirke-tro/kommuner-%C3%B8ger-indsatsen-mod-socialt-bedrageri. Läst 14 januari 2011.
26. 1 2 3 4 5  Ritzau (18 januari 2000). ”Rigsadvokat skal se på socialbedrageri”. Kristeligt Dagblad. Arkiverad från originalet den 16 oktober 2013. https://web.archive.org/web/20131016180919/http://www.kristeligt-dagblad.dk/artikel/237260:Kirke---tro--Rigsadvokat-skal-se-paa-socialbedrageri. Läst 14 januari 2011.
27. 1 2 3 4 5  Ritzau (24 februari 2000). ”Arkiverade kopian”. Jyllands-Posten. Arkiverad från originalet den 22 december 2011. https://web.archive.org/web/20111222185300/http://jp.dk/indland/article776130.ece. Läst 14 januari 2011.
28. 1 2 3  Erik Bjørn Møller (14 maj 2000). ”Banker skal sladre om kunder”. Berlingske Tidende. http://www.berlingske.dk/danmark/banker-skal-sladre-om-kunder. Läst 14 januari 2011.
29. ↑  Ritzau (19 maj 2000). ”Private skal ikke angive naboen”. Berlingske Tidende. http://www.berlingske.dk/danmark/private-skal-ikke-angive-naboen. Läst 14 januari 2011.
30. ↑  ”Lov om Det Centrale Personregister”. Danmarks Folketing & Ministerier (Retsiformation.dk). https://www.retsinformation.dk/Forms/R0710.aspx?id=8945#K13. Läst 14 januari 2011.
31. 1 2 3  Ritzau (7 juni 2000). ”Aftale om lukning af Barsebäck på plads”. B.T.. http://www.bt.dk/nyheder/aftale-om-lukning-af-barsebaeck-paa-plads. Läst 11 januari 2011.
32. 1 2 3 4 5  Ritzau (20 september 2000). ”Lukning af Barsebäck fortoner sig yderligere”. Jyllands-Posten. Arkiverad från originalet den 22 december 2011. https://web.archive.org/web/20111222204419/http://jp.dk/udland/article730918.ece. Läst 10 januari 2011.
33. 1 2  Ritzau & Politiken.dk (6 juni 2001). ”Ingen løfter om Barsebäck-lukning”. Dagbladet Politiken. http://politiken.dk/indland/ECE8290/ingen-loefter-om-barsebck-lukning/?track=polsoegeresultater. Läst 11 januari 2011.
34. ↑  Ritzau (21 september 2000). ”Arkiverade kopian”. Jyllands-Posten. Arkiverad från originalet den 22 december 2011. https://web.archive.org/web/20111222185220/http://jp.dk/indland/article731170.ece. Läst 10 januari 2011.
35. ↑  Ritzau (5 mars 2001). ”Arkiverade kopian”. Jyllands-Posten. Arkiverad från originalet den 22 december 2011. https://web.archive.org/web/20111222204445/http://jp.dk/indland/article704940.ece. Läst 10 januari 2011.
36. 1 2  Ritzau (27 september 2000). ”Karen J. kræver lukningsdato for Barsebäck”. Fyens Stiftstidende. Arkiverad från originalet den 6 oktober 2014. https://web.archive.org/web/20141006100625/http://www.fyens.dk/article/376514:Indland-Fyn--Karen-J--kraever-lukningsdato-for-Barseback. Läst 10 januari 2011.
37. ↑  Ritzau (5 oktober 2000). ”Arkiverade kopian”. Jyllands-Posten. Arkiverad från originalet den 22 december 2011. https://web.archive.org/web/20111222185557/http://jp.dk/indland/article723951.ece. Läst 10 januari 2011.
38. 1 2  Ritzau (21 februari 2001). ”Barsebäck: Vor sikkerhed ikke i top”. Jyllands-Posten. Arkiverad från originalet den 22 december 2011. https://web.archive.org/web/20111222185619/http://jp.dk/udland/article615876.ece. Läst 10 januari 2011.
39. ↑  Ritzau (27 september 2000). ”Arkiverade kopian”. Jyllands-Posten. Arkiverad från originalet den 22 december 2011. https://web.archive.org/web/20111222185316/http://jp.dk/indland/article721963.ece. Läst 10 januari 2011.
40. 1 2  Ritzau (18 oktober 2000). ”Svensk løfte om Barsebäck til Danmark”. Fyens Stiftstidende. Arkiverad från originalet den 29 april 2013. https://archive.is/20130429111635/http://www.fyens.dk/article/210715:Udland--Svensk-loefte-om-Barseback-til-Danmark. Läst 10 januari 2011.
41. ↑  Ritzau (22 november 2000). ”Arkiverade kopian”. Jyllands-Posten. Arkiverad från originalet den 22 december 2011. https://web.archive.org/web/20111222185233/http://jp.dk/indland/article715202.ece. Läst 10 januari 2011.
42. ↑  Ritzau/TT (15 december 2000). ”Sverige: Barsebäck 2 skal afvikles senest i 2003”. Jyllands-Posten. Arkiverad från originalet den 22 december 2011. https://web.archive.org/web/20111222204437/http://jp.dk/udland/article710313.ece. Läst 10 januari 2011.
43. ↑  Ritzau (5 april 2001). ”Danske politikere raser over Barsebäck”. Fyens Stiftstidende. Arkiverad från originalet den 29 april 2013. https://archive.is/20130429113029/http://www.fyens.dk/article/396687:Business-Fyn--Danske-politikere-raser-over-Barseback. Läst 10 januari 2011.
44. ↑  Ebbe Sønderriis (28 april 2001). ”Logik for burhøns”. Dagbladet Information. http://www.information.dk/53877. Läst 10 januari 2011.
45. ↑  Ritzau (7 april 2001). ”Nyrup ind i Barsebäck-sag”. Fyens Stiftstidende. Arkiverad från originalet den 29 april 2013. https://archive.is/20130429112105/http://www.fyens.dk/article/294775:Indland-Fyn--Nyrup-ind-i-Barseback-sag. Läst 10 januari 2011.
46. ↑  Ritzau (11 april 2001). ”Nyrup fastholder Sverige på løfte om lukning af Barsebäck”. Fyens Stiftstidende. Arkiverad från originalet den 5 mars 2016. https://web.archive.org/web/20160305072435/http://www.fyens.dk/article/383986:Indland-Fyn--Nyrup-fastholder-Sverige-paa-loefte-om-lukning-af-Barseback. Läst 10 januari 2011.
47. ↑  Ritzau (14 april 2001). ”Indenrigsministeren vil afvente skriftligt svar”. Fyens Stiftstidende. Arkiverad från originalet den 5 mars 2016. https://web.archive.org/web/20160305073011/http://www.fyens.dk/article/330300:Indland-Fyn--Indenrigsministeren-vil-afvente-skriftligt-svar. Läst 10 januari 2011.
48. 1 2  Ritzau (25 april 2001). ”Karen J: Hjælp os mod svenskerne”. B.T.. http://www.bt.dk/nyheder/karen-j-hjaelp-os-mod-svenskerne. Läst 12 november 2010.
49. 1 2  Lars From & Jesper Kongstad (22 mars 2001). ”Arkiverade kopian”. Jyllands-Posten. Arkiverad från originalet den 22 december 2011. https://web.archive.org/web/20111222185706/http://jp.dk/indland/article698229.ece. Läst 11 januari 2011.
50. ↑  Lars From & Jesper Kongstad (22 mars 2001). ”Arkiverade kopian”. Jyllands-Posten. Arkiverad från originalet den 22 december 2011. https://web.archive.org/web/20111222185634/http://jp.dk/indland/article698226.ece. Läst 11 januari 2011.
51. 1 2  Ritzau (18 juni 2001). ”Barsebäck eksporterer 35 pct. til Sjælland”. Berlingske Tidende. http://www.berlingske.dk/danmark/barsebaeck-eksporterer-35-pct.-til-sjaelland. Läst 12 januari 2011.
52. ↑  Pauli Andersen (16 oktober 2001). ”Frygten som terrorvåben”. Berlingske Tidende. http://www.berlingske.dk/verden/frygten-som-terrorvaaben. Läst 12 januari 2011.
53. 1 2 3 4  Ritzau (28 februari 2000). ”Arkiverade kopian”. Jyllands-Posten. Arkiverad från originalet den 24 december 2011. https://web.archive.org/web/20111224065506/http://jp.dk/indland/article776963.ece. Läst 21 januari 2011.
54. ↑  ”Flygtningenævnet”. Gyldendal - Den Store Danske. http://www.denstoredanske.dk/Samfund,_jura_og_politik/Samfund/Ministerier,_styrelser,_udvalg_og_r%C3%A5d/Flygtningen%C3%A6vnet. Läst 21 januari 2011.
55. 1 2 3  Ritzau (2 mars 2000). ”Tilskud til unge udlændinges job efter skoletid”. Berlingske Tidende. http://www.berlingske.dk/danmark/tilskud-til-unge-udlaendinges-job-efter-skoletid. Läst 20 januari 2011.
56. 1 2 3 4  Johannes P. Bøggild (12 april 2000). ”Grænsekontrol over hele landet”. Berlingske Tidende. http://www.berlingske.dk/diverse/graensekontrol-over-hele-landet. Läst 20 januari 2011.
57. ↑  Ritzau (3 april 2009). ”Rødstrømpen blev islamkritiker”. Politiken. https://politiken.dk/indland/politik/art4795551/R%C3%B8dstr%C3%B8mpen-blev-islamkritiker. Läst 12 november 2010.
58. 1 2  Marianne Singer (18 augusti 2000). ”Asylsøgere på tyvetogt”. B.T.. http://www.bt.dk/nyheder/asylsoegere-paa-tyvetogt. Läst 8 januari 2011.
59. ↑  Ritzau (25 augusti 2000). ”Ø-forslag mødes med skepsis”. B.T.. http://www.bt.dk/nyheder/oe-forslag-moedes-med-skepsis. Läst 8 januari 2011.
60. ↑  Ritzau (12 september 2000). ”R sætter spørgsmålstegn ved regeringssamarbejdet”. B.T.. http://www.bt.dk/nyheder/r-saetter-spoergsmaalstegn-ved-regeringssamarbejdet. Läst 8 januari 2011.
61. ↑  Ritzau (7 september 2011). ”Radikale kræver ministers afgang”. B.T.. http://www.bt.dk/nyheder/radikale-kraever-ministers-afgang. Läst 8 januari 2011.
62. ↑  Ritzau (8 september 2000). ”Naser Khader har sympati for forslag om integration”. B.T.. http://www.bt.dk/nyheder/naser-khader-har-sympati-forslag-om-integration. Läst 8 januari 2011.
63. ↑  Andreas Karker (11 september 2000). ”Nyrup bakker Karen Jespersen op”. B.T.. http://www.bt.dk/nyheder/nyrup-bakker-karen-jespersen-op. Läst 8 januari 2011.
64. ↑  Ritzaus Bureau (13 september 2011). ”Både hug og roser til Karen Jespersen”. B.T.. http://www.bt.dk/nyheder/baade-hug-og-roser-til-karen-jespersen. Läst 8 januari 2011.
65. ↑  Jens Anton Havskov & Erik Holstein (12 september 2000). ”Karen Jespersen tvunget i defensiven”. B.T.. http://www.bt.dk/nyheder/karen-jespersen-tvunget-i-defensiven. Läst 8 januari 2011.
66. 1 2 3  ”Messerschmidt til Karen Jespersen: Skal vi så finde den øde ø?”. Dansk Folkeparti. Arkiverad från originalet den 2 december 2010. https://web.archive.org/web/20101202233526/http://danskfolkeparti.dk/Messerschmidt_til_Karen_Jespersen_Skal_vi_s%C3%A5_finde_den_%C3%B8de_%C3%B8_.asp. Läst 8 januari 2011.
67. ↑  ”Pres på Karen Jespersen”. Dagbladet Information. 19 september 2001. http://www.information.dk/58820. Läst 12 november 2010.
68. 1 2 3  Arne Bengtsson/TT (7 september 2002). ”Intern strid hot mot Rasmussen”. Svenska Dagbladet. http://www.svd.se/nyheter/utrikes/intern-strid-hot-mot-rasmussen_63779.svd. Läst 19 december 2010.
69. 1 2  TT-Ritzau (11 november 2002). ”Dansk splittring kring omskärelse”. Dagens Nyheter. http://www.dn.se/nyheter/varlden/dansk-splittring-kring-omskarelse. Läst 19 december 2010.
70. 1 2  Morten Rasmussen (3 december 2003). ”Fremtrædende islamkritikere har egen forening”. Kristeligt Dagblad. https://www.kristeligt-dagblad.dk/danmark/fremtrdende-islamkritikere-har-egen-forening. Läst 19 december 2010.
71. ↑  Ritzau (14 januari 2007). ”Karen Jespersen har meldt sig ud af Socialdemokratiet”. B.T.. http://www.bt.dk/politik/karen-jespersen-har-meldt-sig-ud-af-socialdemokratiet. Läst 12 november 2010.
72. ↑  Wiktor Nummelin/TT (9 december 2007). ”S-minister gör comeback som borgerlig”. Dagens Nyheter. http://www.dn.se/nyheter/varlden/s-minister-gor-comeback-som-borgerlig. Läst 19 december 2010.
73. ↑  Ritzau (30 januari 2007). ”Fogh: Karen J. er velkommen i Venstre”. B.T.. http://www.bt.dk/politik/fogh-karen-j.-er-velkommen-i-venstre. Läst 12 november 2010.
74. ↑  ”Venstre vil have Karen Jespersen”. B.T.. 31 januari 2007. http://www.bt.dk/politik/venstre-vil-have-karen-jespersen. Läst 12 november 2010.
75. ↑  Ritzau (31 januari 2007). ”Karen Jespersen stiller op for Venstre i Østjylland”. B.T.. http://www.bt.dk/danmark/karen-jespersen-stiller-op-venstre-i-oestjylland. Läst 12 november 2010.
76. ↑  Ritzau (1 februari 2007). ”DF: Karen Jespersen bliver et vigtigt kort”. B.T.. http://www.bt.dk/politik/df-karen-jespersen-bliver-et-vigtigt-kort. Läst 12 november 2010.
77. ↑  ”Uffe Ellemann går til angreb på Karen J.”. B.T.. 2 februari 2007. http://www.bt.dk/politik/uffe-ellemann-gaar-til-angreb-paa-karen-j. Läst 12 november 2010.
78. ↑  Ritzau (12 september 2007). ”Karen J.: Jeg vil kæmpe for de liberale frihedsværdier”. B.T.. http://www.bt.dk/politik/karen-j.-jeg-vil-kaempe-de-liberale-frihedsvaerdier. Läst 12 november 2010.
79. ↑  Signe Rugholt Carlsen (12 december 2008). ”SF: 'Karen Jespersen ser muslimer over alt'”. Dagbladet Information. http://www.information.dk/177034. Läst 12 november 2010.
80. ↑   Arkiverad 22 december 2011 hämtat från the Wayback Machine. - Karen J. for usynlig for de svage - 3 april 2009
81. ↑  Sønder Tuxen, Katja. ”Karen Jespersen stærkt uenig med Birthe Rønns linje”. Danmarks Radio. http://www.dr.dk/Nyheder/Politik/2008/11/17/233747.htm?rss=true. Läst 12 november 2010.
82. ↑  Jesper Vangkilde (3 april 2009). ”Karen Jespersen træder tilbage”. Politiken. Arkiverad från originalet den 6 april 2009. https://web.archive.org/web/20090406070540/http://politiken.dk/politik/article684085.ece. Läst 12 november 2010.